# Henri Christiaan Pieck

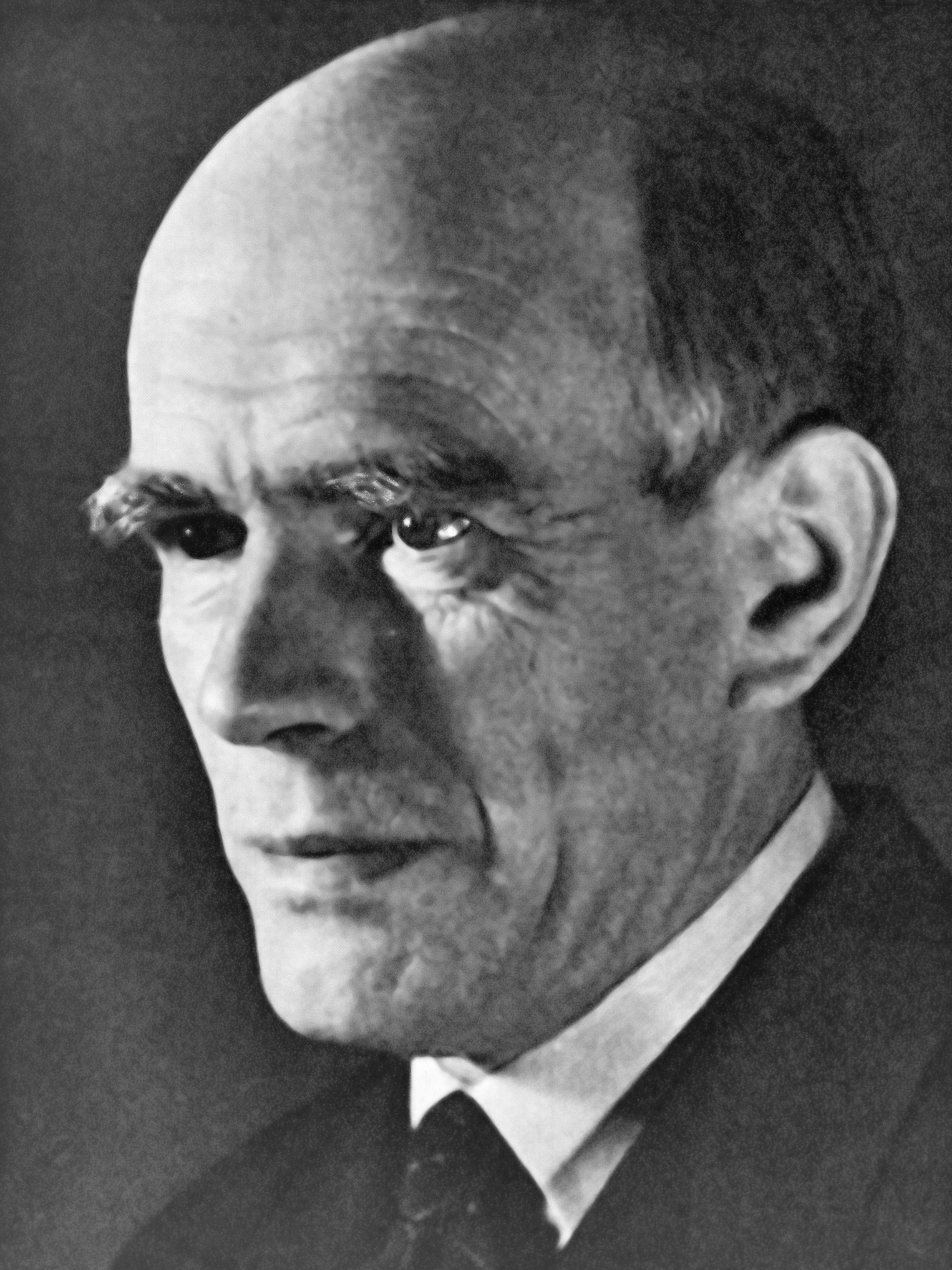
Henri Pieck (1946)̇

Henri Christiaan Pieck, auch Den Helder genannt (* 19. April 1895 in Den Helder; † 12. Januar 1972) war ein niederländischer Maler, Architekt und Grafiker, Widerstandskämpfer gegen den Nationalsozialismus, Häftling im KZ Buchenwald und Mitglied der niederländischen Widerstandsgruppe.

## Leben
Henri Pieck kam zusammen mit seinem Zwillingsbruder Anton Franciscus Pieck zur Welt, der später ebenfalls Architekt wurde. Er studierte nach seiner Schulbildung Malerei und Architektur. In den 1930er Jahren arbeitete er aus sozialistischer Überzeugung als Informant unter der Leitung von Ignace Reiss für den Sowjetischen Geheimdienst, dem er durch die Bekanntschaft eines Freundes zahlreiche Dokumente aus dem Außenministerium zuspielte. Nach der deutschen Besetzung betätigte er sich im antifaschistischen Widerstand. 1940 wurde er verhaftet und im Gefängnis Scheveningen eingeliefert. 1941 überstellte ihn die Gestapo in die Haftanstalt Oranjehotel und von dort über das Durchgangslager Amersfoort in das deutsche KZ Buchenwald, wo er dem Häftlingskrankenbau überstellt wurde. Er arbeitete illegal in der niederländischen Widerstandsgruppe und fertigte viele Zeichnungen und andere grafische Werke über den Häftlingsalltag an. Bei einer Silvesterveranstaltung 1944/45 montierte er eine symbolische Kulisse, die die Hoffnung auf Befreiung darstellte. Im April 1945 gehörte er zu den 46 zur Liquidierung durch die SS vorgesehenen Häftlingen. Nach der Befreiung der Häftlinge durch die 3. US-Armee war er als Mitglied des Internationalen Lagerkomitees bei der Vorbereitung der Trauerfeier anwesend.
Der niederländische Häftling Govert Ritmeester sagte später über Pieck:

„Mein Freund Henri Pieck, den ich in Buchenwald schätzen gelernt habe, hat mit seinem geschickten Zeichenstift Erinnerungen an das große Elend und das viele Leid, das wir dort zu erdulden hatten, Erinnerungen auch an die zahllosen Gefährten, die dort gestorben sind, fern ihrer Familie, ausgemergelt, mißhandelt, zum Tode verdammt. Und immer wieder, wenn ich diese Bilder ansehe, geht mir ein Schauder durch den Körper, ein Schauder des Abscheus und des Grauens. Sie sind eine Erinnerung auch für diejenigen, die nach uns kommen, damit alle einsehen, wie sinnlos ein Krieg ist, lernen, daß ein Volk und ein Land nur durch friedliche Arbeit blühen können.“

Pieck war zweimal verheiratet und war der Vater eines Sohnes und von zwei Töchtern.

## Veröffentlichungen
- Buchenwald : Zeichnungen aus d. Konzentrationslager / Henri Pieck. Mit e. Vorw. von Theun de Vries. [Hrsg. von d. Lagergemeinschaft Buchenwald-Dora in d. Bundesrepublik Deutschland], ISBN 3-87682-767-1
- Buchenwald : Reprod. nach s. Zeichngn aus d. Konzentrationslager / Henri Pieck. Mit e. Vorw. v. R. P. Cleveringa
- Buchenwald : reprod. naar zijn teekeningen uit het concentratiecamp / Henri Pieck. Met een voorw. van R. P. Cleveringa